# Megachile pretoriaensis
Megachile pretoriaensis är en biart som beskrevs av Pasteels 1965. Megachile pretoriaensis ingår i släktet tapetserarbin, och familjen buksamlarbin. Inga underarter finns listade i Catalogue of Life.